# Selección femenina de fútbol de Bosnia y Herzegovina
La selección femenina de fútbol de Bosnia y Herzegovina representa a Bosnia y Herzegovina en las competiciones internacionales de fútbol femenino. Jugó su primer partido internacional el 2 de septiembre de 1997 contra la selección femenina de fútbol de Eslovaquia, partido que perdió Bosnia y Herzegovina por once goles a cero. 
Hasta el momento, no ha participado en la Eurocopa Femenina, Copa Mundial Femenina de Fútbol, ni tampoco en los juegos olímpicos.

## Estadísticas

### Copa Mundial Femenina de Fútbol
| Edición | Resultado               | Posición                | PJ                      | PG                      | PE                      | PP                      | GF                      | GC                      |
| ------- | ----------------------- | ----------------------- | ----------------------- | ----------------------- | ----------------------- | ----------------------- | ----------------------- | ----------------------- |
| 1991    | No existía la selección | No existía la selección | No existía la selección | No existía la selección | No existía la selección | No existía la selección | No existía la selección | No existía la selección |
| 1995    | No existía la selección | No existía la selección | No existía la selección | No existía la selección | No existía la selección | No existía la selección | No existía la selección | No existía la selección |
| 1999    | No clasificó            | No clasificó            | No clasificó            | No clasificó            | No clasificó            | No clasificó            | No clasificó            | No clasificó            |
| 2003    | No clasificó            | No clasificó            | No clasificó            | No clasificó            | No clasificó            | No clasificó            | No clasificó            | No clasificó            |
| 2007    | No clasificó            | No clasificó            | No clasificó            | No clasificó            | No clasificó            | No clasificó            | No clasificó            | No clasificó            |
| 2011    | No clasificó            | No clasificó            | No clasificó            | No clasificó            | No clasificó            | No clasificó            | No clasificó            | No clasificó            |
| 2015    | No clasificó            | No clasificó            | No clasificó            | No clasificó            | No clasificó            | No clasificó            | No clasificó            | No clasificó            |
| 2019    | No clasificó            | No clasificó            | No clasificó            | No clasificó            | No clasificó            | No clasificó            | No clasificó            | No clasificó            |
| 2023    | No clasificó            | No clasificó            | No clasificó            | No clasificó            | No clasificó            | No clasificó            | No clasificó            | No clasificó            |
| 2027    | Por disputarse          | Por disputarse          | Por disputarse          | Por disputarse          | Por disputarse          | Por disputarse          | Por disputarse          | Por disputarse          |
| Total   | 0/9                     | -                       | -                       | -                       | -                       | -                       | -                       | -                       |

### Eurocopa Femenina
| Edición | Resultado               | Posición                | PJ                      | PG                      | PE                      | PP                      | GF                      | GC                      |
| ------- | ----------------------- | ----------------------- | ----------------------- | ----------------------- | ----------------------- | ----------------------- | ----------------------- | ----------------------- |
| 1984    | No existía la selección | No existía la selección | No existía la selección | No existía la selección | No existía la selección | No existía la selección | No existía la selección | No existía la selección |
| 1987    | No existía la selección | No existía la selección | No existía la selección | No existía la selección | No existía la selección | No existía la selección | No existía la selección | No existía la selección |
| 1989    | No existía la selección | No existía la selección | No existía la selección | No existía la selección | No existía la selección | No existía la selección | No existía la selección | No existía la selección |
| 1991    | No existía la selección | No existía la selección | No existía la selección | No existía la selección | No existía la selección | No existía la selección | No existía la selección | No existía la selección |
| 1993    | No existía la selección | No existía la selección | No existía la selección | No existía la selección | No existía la selección | No existía la selección | No existía la selección | No existía la selección |
| 1995    | No existía la selección | No existía la selección | No existía la selección | No existía la selección | No existía la selección | No existía la selección | No existía la selección | No existía la selección |
| 1997    | No existía la selección | No existía la selección | No existía la selección | No existía la selección | No existía la selección | No existía la selección | No existía la selección | No existía la selección |
| 2001    | No clasificó            | No clasificó            | No clasificó            | No clasificó            | No clasificó            | No clasificó            | No clasificó            | No clasificó            |
| 2005    | No clasificó            | No clasificó            | No clasificó            | No clasificó            | No clasificó            | No clasificó            | No clasificó            | No clasificó            |
| 2009    | No clasificó            | No clasificó            | No clasificó            | No clasificó            | No clasificó            | No clasificó            | No clasificó            | No clasificó            |
| 2013    | No clasificó            | No clasificó            | No clasificó            | No clasificó            | No clasificó            | No clasificó            | No clasificó            | No clasificó            |
| 2017    | No clasificó            | No clasificó            | No clasificó            | No clasificó            | No clasificó            | No clasificó            | No clasificó            | No clasificó            |
| 2022    | No clasificó            | No clasificó            | No clasificó            | No clasificó            | No clasificó            | No clasificó            | No clasificó            | No clasificó            |
| 2025    | Por disputarse          | Por disputarse          | Por disputarse          | Por disputarse          | Por disputarse          | Por disputarse          | Por disputarse          | Por disputarse          |
| Total   | 0/13                    | -                       | -                       | -                       | -                       | -                       | -                       | -                       |

### Liga de Naciones Femenina de la UEFA
| Edición | L     | G     | Resultado     | PJ | PG | PE | PP | GF | GC |
| ------- | ----- | ----- | ------------- | -- | -- | -- | -- | -- | -- |
| 2023-24 | B     | 4     | Segundo lugar | 8  | 3  | 2  | 3  | 8  | 16 |
| Total   | Total | Total | 1/1           | 8  | 3  | 2  | 3  | 8  | 16 |

## Últimos y próximos encuentros
Actualizado al último partido jugado el 16 de julio de 2024
| Fecha      | Ciudad    | Local             | Resultado | Visitante         | Competición                     |
| ---------- | --------- | ----------------- | --------- | ----------------- | ------------------------------- |
| 23-02-2024 | Zenica    | Bosnia y Herz.    | 0:5       | Suecia            | Liga de Naciones Femenina 23/24 |
| 28-02-2024 | Estocolmo | Suecia            | 5:0       | Bosnia y Herz.    | Liga de Naciones Femenina 23/24 |
| 05-04-2024 | Leiría    | Portugal          | 3:0       | Bosnia y Herz.    | Clas. Eurocopa Femenina 2025    |
| 09-04-2024 | Zenica    | Bosnia y Herz.    | 1:2       | Irlanda del Norte | Clas. Eurocopa Femenina 2025    |
| 31-05-2024 | Ta' Qali  | Malta             | 0:1       | Bosnia y Herz.    | Clas. Eurocopa Femenina 2025    |
| 04-06-2024 | Zenica    | Bosnia y Herz.    | 2:1       | Malta             | Clas. Eurocopa Femenina 2025    |
| 12-07-2024 | Zenica    | Bosnia y Herz.    | 0:0       | Portugal          | Clas. Eurocopa Femenina 2025    |
| 16-07-2024 | Belfast   | Irlanda del Norte | 2:0       | Bosnia y Herz.    | Clas. Eurocopa Femenina 2025    |

## Última convocatoria
| #  | Nombre             | Posición       | Edad | PJ | Goles | Club                            |  |
| -- | ------------------ | -------------- | ---- | -- | ----- | ------------------------------- |  |
| 1  | Almina Hodžić      | Portera        | 25   |    |       | SFK 2000                        |  |
| 2  | Merima Pašalić     | Portera        | 27   |    |       | Staad                           |  |
| 3  | Mersiha Aščerić    | Defensa        | 35   |    |       | SFK 2000                        |  |
| 4  | Amira Spahić       | Defensa        | 30   |    |       | SFK 2000                        |  |
| 5  | Alma Hadžić        | Defensa        | 20   |    |       | Gradina                         |  |
| 6  | Svjetlana Crnjak   | Defensa        | 25   |    |       | Banja Luka                      |  |
| 7  | Zvjezdana Gagić    | Defensa        |      |    |       | Mladost Poljavnice              |  |
| 8  | Amela Fetahović    | Centrocampista | 27   |    |       | SFK 2000                        |  |
| 9  | Aida Hadžić        | Centrocampista | 21   |    |       | SFK 2000                        |  |
| 10 | Iris Kadrić        | Centrocampista | 19   |    |       | SFK 2000                        |  |
| 11 | Marija Aleksić     | Centrocampista | 16   |    |       | Banja Luka                      |  |
| 12 | Moira Murić        | Centrocampista | 28   |    |       | ZNK Rudar Škale                 |  |
| 13 | Marijana Jevtić    | Centrocampista | 33   |    |       | ZNK Rudar Škale                 |  |
| 14 | Milena Nikolić     | Centrocampista | 21   |    |       | ZFK Spartak Subotica            |  |
| 15 | Alisa Arnautović   | Delantera      | 17   |    |       | MidSouth                        |  |
| 16 | Alisa Spahić       | Delantera      | 23   |    |       | SFK 2000                        |  |
| 17 | Nikolina Dijaković | Delantera      | 24   |    |       | SFK 2000                        |  |
| 18 | Amela Kršo         | Delantera      | 22   |    |       | Banja Luka                      |  |
| 19 | Nejra Šabić        | Delantera      | 19   |    |       | Fortuna Hjørring                |  |
| 20 | Tatjana Stanić     | Delantera      | 22   |    |       | Mladost Nević Polje             |  |
|    |                    |                |      |    |       |                                 |  |
|    |                    |                |      |    |       |                                 |  |
| DT | Samira Hurem       |                |      |    |       | Bandera de Bosnia y Herzegovina |  |

(Los números no corresponden a los dorsales)